# Noah Wyle
Noah Strausser Speer Wyle (4. června 1971, Hollywood, Kalifornie, USA) je americký filmový a divadelní herec. Známým se stal poté, co ztvárnil postavu Dr. Johna Cartera v úspěšném americkém dramatickém seriálu Pohotovost. V poslední době se objevil v sérii dobrodružných filmů, kde si zahrál postavu Flynna Carsena.

## Životopis

### Dětství
Noah Wyle se narodil 4. června 1971 v Hollywoodu v Kalifornii. Jeho matka, Marjorie Speer, byla vrchní sestrou na ortopedii. Jeho otec Stephen Wyle pracoval jako servisní inženýr. Noah má dva sourozence. Oba rodiče se ale v průběhu 70. let rozvedli. Noahova matka se později provdala za Jamese C. Katze, který má ze svého prvního manželství také tři děti. Někdy se uvádí, že Wyle pochází ze šesti sourozenců, ale pokrevní sourozence má pouze dva.
Jeho prarodiče, Edith a Frank Wyleovi, byli malíři a založili Folk Art Museum.

### Studium
V roce 1989 vystudoval střední školu The Thacher School v Ojai v Kalifornii. Zúčastnil se kurzů divadelního herectví na Severozápadní univerzitě a dokonce byl při studiu oceněn za vlastní divadelní hru. Po studiích si našel malý byt na Hollywood Boulevard a vzdělával se u učitele herectví Larryho Mosse.

### Kariéra
Ve filmu se poprvé objevil ve snímku Lust in the Dust. Následovalo několik minisérií, například Falešná srdce (1991) nebo Čas rozhodnutí (1993). Po několika divadelních hrách v lokálních divadlech v Los Angeles byl obsazován do stále více filmů, následovaly filmy Pár správných chlapů, Swing Kids nebo Otisky prstů, kde si zahrál po boku Julianne Moore. Následovaly už známější filmy, Flynn Carsen: Honba za kopím osudu, druhý díl Flynn Carsen: Návrat do dolů krále Šalamouna a třetí díl s názvem Flynn Carsen: Kletba Jidášova kalichu. Objevil se i ve filmu Piráti ze Silicon Valley (1999), který byl nominován na cenu Emmy. Ve filmu Bílý oleandr se objevil po boku Renée Zellweger.
Velký zlom v jeho kariéře přišel, když dostal roli v novém dramatickém seriálu z lékařského prostředí Pohotovost. V roce 1994 byl obsazen do hlavní role mladého studenta medicíny Johna Cartera. Stal se tak vůbec jednou z nejznámějších postav seriálu, když v něm setrval 11 let do roku 2005. V následujícím roce se vrátil do seriálu na čtyři epizody. To ale nebyl jeho poslední návrat, skutečně naposledy se vrátil v závěrečné 15. sérii Pohotovosti na celkem pět epizod, včetně té úplně finální. Prvních pět řad mu vyneslo každoročně nominaci na cenu Emmy a mnoho dalších nominací na různá ocenění.
Podle Guinnessovy knihy rekordů je Wyle historicky nejlépe placeným hercem dramatického televizního seriálu. Za epizodu vydělal až 400 tisíc amerických dolarů, ročně pak 9 milionů dolarů.
Wyle se objevoval také v mnoha reklamních kampaních.

## Osobní život

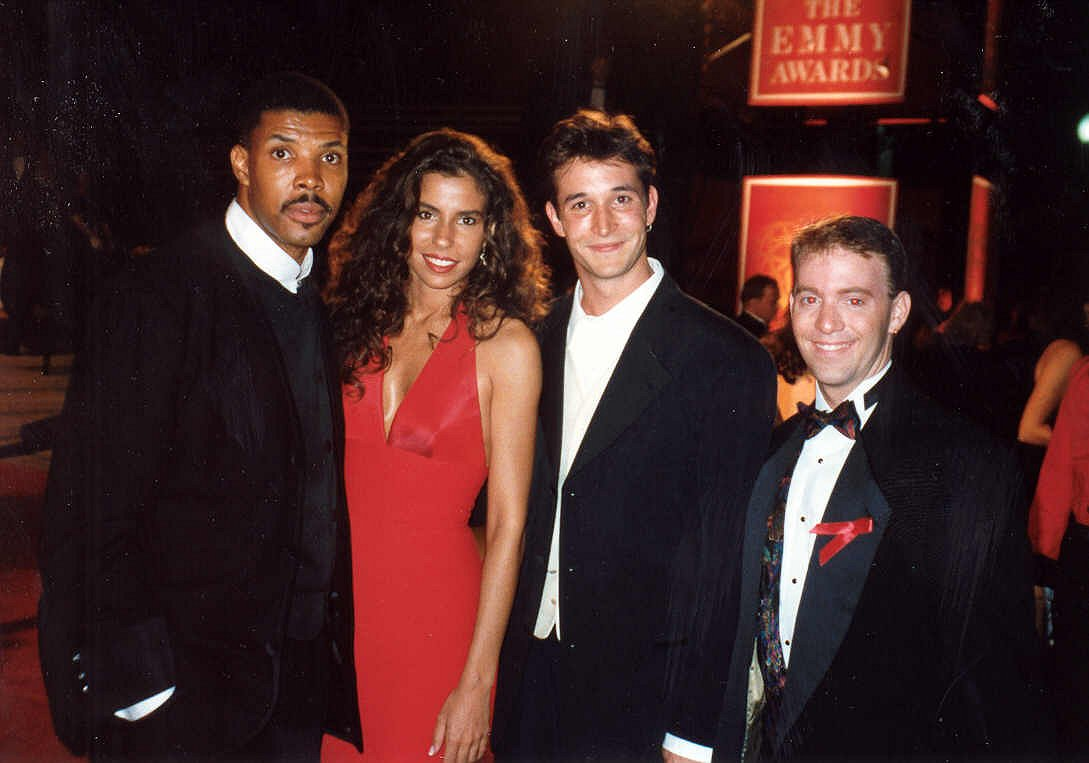
Zleva: Eriq La Salle, Angela Johnson, Noah Wyle a Eric Van Danen v roce 1995 na udělování cen Emmy

Při natáčení filmu Otisky prstů v roce 1996 potkal herečku Tracy Warbinovou. Na sv. Valentýna roku 1999 ji požádal o ruku a 6. května 2000 se vzali. 9. listopadu 2002 se jim narodil syn Owen a 15. října 2005 dcera Auden.
V červnu 1999 koupil Wyle v Santa Ynez Valley, poblíž Los Angeles, ranč za 2,5 milionů dolarů. Byl postaven v roce 1934. Tato historická stavba má vlastní divadlo s výhledem na město.
Podle magazínu People žijí od října 2009 oba manželé odděleně, své děti ale vídají každý den. Dvojice se rozvedla v roce 2010.
V červnu 2014 se Wyle oženil s herečkou Sarou Wellsovou. V únoru 2015 oznámili, že očekávají narození prvního dítěte. Dcera Frances Harper Wyle se mu narodila dne 22. června 2015.
Mnoho volného času věnuje neziskové organizaci Doctors of the World. Je v ní členem rady pro lidská práva. Účastní se také mnoha konferencí věnovaných zdravotní péči. Sám je vegetarián a ochránce práv zvířat. V roce 2009 se stal mluvčím Světového fondu na ochranu přírody. Mimo jiné také upozorňuje na dopady globálního oteplování.

## Filmografie

### Film
| Rok  | Název                        | Role                       | Poznámky |
| ---- | ---------------------------- | -------------------------- | -------- |
| 1985 | Vášeň v prachu               | mladý muž                  |          |
| 1991 | Falešná srdce                | Ask                        |          |
| 1992 | Pár správných chlapů         | kapitán Jeffrey Barnes     |          |
| 1993 | Swing Kids                   | Emil Lutz                  |          |
| 1994 | Čas rozhodnutí               | Michael Finnegan           |          |
| 1994 | Guinevere                    | Lancelot                   |          |
| 1997 | Otisky prstů                 | Warren                     |          |
| 1999 | Can't Stop Dancing           | Poe                        |          |
| 2001 | Nebezpečná partie            | Seth                       |          |
| 2001 | Donnie Darko                 | profesor Kenneth Monnitoff |          |
| 2002 | Bílý oleandr                 | Mark Richards              |          |
| 2002 | Dost                         | Robbie                     |          |
| 2005 | Kaliforňanky                 | Gavin Ransom               |          |
| 2008 | W.                           | Donald Evans               |          |
| 2008 | Nic než pravda               | Avril Aaronson             |          |
| 2009 | Americká aféra               | Mike Stafford              |          |
| 2010 | Královna Lot                 | Aaron Lambert              |          |
| 2010 | Below the Beltway            | Hunter Patrick             |          |
| 2013 | Snake and Mongoose           | Arthur Spear               |          |
| 2014 | The World Made Straight      | Leonard Shuler             |          |
| 2017 | Shot                         | Mark Newman                |          |
| 2017 | Mark Felt: Muž, který zradil | Stan Pottinger             |          |

### Televize
| Rok       | Název                                            | Role               | Poznámky                                                  |
| --------- | ------------------------------------------------ | ------------------ | --------------------------------------------------------- |
| 1990      | Blind Faith                                      | Eric               | limitovaný seriál                                         |
| 1994–2009 | Pohotovost                                       | Dr. John Carter    | hlavní role, 254 dílů                                     |
| 1995      | Přátelé                                          | Dr. Jeffrey Rosen  | 2 díly                                                    |
| 1995      | The Larry Sanders Show                           | sám sebe           | díl: „Eight“                                              |
| 1996      | Sezame, otevři se                                | Dr. Colburn        | 2 díly                                                    |
| 1999      | Piráti ze Silicon Valley                         | Steve Jobs         | TV film                                                   |
| 1999      | Save Our History: America's Most Endangered 1999 | moderátor          |                                                           |
| 2000      | Beggers and Choosers                             | Davis G. Green     | díl: „The Naked Truth“                                    |
| 2000      | Neodvolatelná mise                               | Buck               | TV film                                                   |
| 2004      | Flynn Carsen: Honba za Kopím osudu               | Flynn Carsen       | TV film                                                   |
| 2006      | Flynn Carsen 2: Návrat do dolů krále Šalamouna   | Flynn Carsen       | TV film, také producent                                   |
| 2008      | Flynn Carsen 3: Jidášův kalich                   | Flynn Carsen       | TV film, také producent                                   |
| 2011–2015 | Falling Skies                                    | Tom Mason          | hlavní role, 52 dílů, také producent                      |
| 2013      | Laboratorní krysy                                | Dr. Evans          | díl: „Twas the Mission Before Christmas“                  |
| 2014–2018 | Knihovníci                                       | Flynn Carsen       | vedlejší role, také výkonný producent, režisér (díl 2.05) |
| 2014      | Phineas a Ferb: Noc oživlých lékárníků           | Martin/různé hlasy | TV film                                                   |
| 2015      | Drunk History                                    | Thomas Nast        | díl: „Journalism“                                         |
| 2018      | The Romanoffs                                    | Ivan               | díl: „The Royal We“                                       |
| 2019      | The Red Line                                     | Daniel Calder      | hlavní role                                               |